# 国鉄ホキ8300形貨車
国鉄ホキ8300形貨車（こくてつホキ8300がたかしゃ）は、トウモロコシ及びコウリャン輸送用として1974年（昭和49年）に製作された35 t積の私有貨車（ホッパ車）である。日本国有鉄道（国鉄）、1987年（昭和62年）4月の国鉄分割民営化後は日本貨物鉄道（JR貨物）に車籍編入されていた。
同一の車体構造で製作された、コークス粉専用35 t積ホッパ車ホキ9300形についても、本項目で解説する。

## ホキ8300形
1970年代当時、ホキ2200形による穀物輸送の需要が根強く、車両不足を解消するためにトウモロコシ及びコウリャン輸送用の私有貨車として製作された。1974年（昭和49年）10月25日に日本車輌製造で17両（オホキ8300 - オホキ8316）が製作された。
記号番号表記は特殊標記符号「オ」（全長 12 m 以上）を前置し「オホキ」と標記する。
車体は普通鋼製でホキ2200形と類似するが、積荷を限定することにより35t積とし、ホキ2200形にあった遮熱板は積荷が食用ではないため省略された。
塗色は、登場時は黒であったが、1978年（昭和53年）にクリーム4号に変更された。
荷役方式もホキ2200形と同一で上入れ・下出し式。ホッパ上部に積込口が4つあり、荷下しは自重落下と吸引方式でホッパ下部にある取出口から行う。台車は平軸受・コイルばね式のTR41E-13である。
全国農業協同組合連合会（全農）が所有し、東北本線二枚橋駅（現：花巻空港駅）を常備駅としていたが、後に名古屋臨海鉄道知多駅に変更された。

1987年（昭和62年）4月の国鉄分割民営化時には全車の車籍がJR貨物に継承され、1995年（平成7年）度末時点では全車健在であったが、1996年（平成8年）12月に全車一斉に廃車となり同時に形式消滅となった。

## ホキ9300形
日本の貨車で唯一のコークス粉専用車で、1974年（昭和49年）から1985年（昭和60年）までに5両（オホキ9300 - オホキ9304）が日本車輛製造にて製作された。
記号番号表記は特殊標記符号「オ」（全長 12 m 以上）を前置し「オホキ」と標記する。
各年度による製造会社と両数は次のとおりである。
- 1974年（昭和49年度）
  - 日本車輛製造 2両 （オホキ9300・オホキ9301）
- 1979年（昭和54年度）
  - 日本車輛製造 1両 （オホキ9302）
- 1985年（昭和60年度）
  - 日本車輛製造 2両 （オホキ9303・オホキ9304）

車体はホキ8300形と同一であるが、塗色は黒である。台車はTR225。
伏木海陸運送が所有し、氷見線伏木駅に常備されていた。1996年（平成8年）3月に廃車され、形式消滅した。